# Aldo Mirate
Aldo Mirate (Asti, 7 maggio 1943 – Asti, 26 agosto 2022) è stato un politico italiano, eletto nella VI e VII legislatura alla Camera dei deputati nel gruppo del Partito Comunista Italiano.

## Biografia
Consegue la maturità classica e si laurea in scienze politiche e in giurisprudenza. Iscrittosi al Partito Comunista Italiano, ricopre la carica di consigliere del comune di Asti e successivamente nella provincia. Eletto alla Camera, affianca all'attività politica quella forense; nel 1986 assume l'incarico dalla regione Piemonte nel processo conseguente allo scandalo del vino al metanolo. È morto nella sua città natale, Asti, il 26 agosto 2022

## Vita privata
Sposato, aveva una figlia, Silvia, docente universitaria.